# Theridion hondurense
Theridion hondurense är en spindelart som beskrevs av Claude Lévi 1959. Theridion hondurense ingår i släktet Theridion och familjen klotspindlar.
Artens utbredningsområde är Honduras. Inga underarter finns listade i Catalogue of Life.